# 合江崖墓群
合江崖墓群位於四川省瀘州市合江縣，建於東漢，分佈于合江縣13個鄉鎮，共計13個點，即福寶鎮高村崖墓群，自懷鎮梭灘石崖墓，密溪鄉芭蕉灣崖墓群，虎頭鄉佛子岩崖墓群、大路邊崖墓群，榕右鄉魚天堂崖墓群，白米鄉大耳朵崖墓，合江鎮黃溪侯五嘴崖墓群、魏家祠崖墓群，實錄鄉觀音岩崖墓群、蔣灣和幸福崖墓群、漁連子崖墓群，焦灘鄉洞溪崖墓群。崖墓群主要分佈在長江、赤水河、鰼水河沿岸的淺丘、深丘和大小漕河沿岸的低中山窄谷地帶。開鑿於岩層露出較厚，岩面寬長，視野開闊的灰白色石英砂岩和紫紅色砂質葉岩上。以墓群為主，兼有少數單座墓。形制有單室型、多室型等，以單室型墓為主，一般由墓道、墓門、墓室、壁龕組成，少數墓有灶台、石塌。結構簡單，少數墓墓門外壁刻有岩畫。出土葬具有木棺、陶罐、石棺、石函等，而以畫像石棺發現最多。隨葬品有陶俑、陶器、陶畜禽、石俑、石馬等。合江崖墓數量較多，規模較大，保存較完整，極具地方特色，是長江上游地區不可多得的人文資源和歷史資源。是研究漢代葬俗、葬制、雕塑以及人文、歷史和藝術的寶貴資料。
2012年7月16日公佈為第八批四川省文物保護單位。2013年3月5日列為第七批全國重點文物保護單位。
保護範圍：密溪芭蕉灣、虎頭佛子岩、榕右魚天堂、福寶高村、自懷梭灘石、大耳朵、大路邊、黃溪侯五嘴、觀音岩、蔣灣和幸福、魏家祠獅子山、漁鏈子、洞溪等墓葬分佈範圍外延5米。建設控制地帶：保護範圍外延20米。